# Zwartowo (powiat białogardzki)
Zwartowo (niem. Schwartow) – wieś sołecka w Polsce położona w województwie zachodniopomorskim, w powiecie białogardzkim, w gminie Karlino. W latach 1975–1998 wieś należała do województwa koszalińskiego. W roku 2007 wieś liczyła 92 mieszkańców.

## Geografia
Wieś leży ok. 8 km na południowy zachód od Karlina, między Karlinem a Domacynem. 
Ok. 1,5 km na zachód znajduje się wzniesienie Jałowczyny.

## Zabytki
- park założony w poł. XIX wieku. Założono go w stylu krajobrazowym na bazie prostokąta. Centralną część parku stanowi owalny staw wypełniony wodą. Przeważające gatunki występujące w parku to drzewostan rodzimy, stanowiący pozostałość dawnych lasów liściastych porastających okolicę. Tylko w sąsiedztwie pałacu zostały nasadzone egzotyczne drzewa. Chociaż układ parku nie ulegał przeobrażeniom do czasów obecnych to drzewostan został zniszczony (większość drzew wycięto), część parku zamieniona została na sad. Brzegi stawu porastają ozdobne drzewa o zwisających gałęziach. W pozostałej części parku rośnie drzewostan mieszany, m.in. buki, świerki i lipy[potrzebny przypis].
- dwór, stał na niewielkim wzniesieniu, niedaleko stawu. W jego sąsiedztwie zostały nasadzone egzotyczne drzewa. Dwór został rozebrany, a na jego miejsce postawiono budynek mieszkalny.

## Kultura i sport
We wsi znajduje się świetlica wiejska oraz boisko sportowe.

## Komunikacja
W Zwartowie znajduje się przystanek komunikacji autobusowej.